# Toby Haynes
Toby Haynes – brytyjski reżyser filmowy i telewizyjny, znany przede wszystkim ze swojej pracy w takich produkcjach jak Doktor Who, Być człowiekiem czy S.A.W. Szkolna Agencja Wywiadowcza.
Haynes ukończył National Film and Television School i jest absolwentem Falmouth University.

## Reżyseria
Źródło:

### Seriale
- 2004: Coming Up (odc. „The Baader Meinhoff Gang Show”)
- 2007: Życie w Hollyoaks (1 odcinek)
- 2007-2008: S.A.W. Szkolna Agencja Wywiadowcza (10 odcinków)
- 2008: Komisariat Holby (2 odcinków)
- 2008: Spooks: Code 9 (2 odcinki)
- 2009: Być człowiekiem (2 odcinki)
- 2010: Five Days (3 odcinki)
- 2010-2011: Doktor Who (5 odcinków)
- 2012: Sherlock (odc. „Upadek z Reichenbach”)
- 2012: Wallander (odc. „An Event in Autumn”)
- 2014: The Musketeers (2 odcinki)
- 2015: Jonathan Strange & Mr Norrell (7 odcinków)

### Filmy
- 2003: Looking for Al Bowlly (film krótkometrażowy)
- 2003: Lost and Found (film krótkometrażowy)